# Microthespis evansi
Microthespis evansi es una especie de mantis de la familia Mantidae.

## Distribución geográfica
Se encuentra en Pakistán.